# Калінув-Малий (Ліпський повіт)
Калінув-Малий (пол. Kalinów Mały) — село в Польщі, у гміні Жечнюв Ліпського повіту Мазовецького воєводства.
У 1975-1998 роках село належало до Радомського воєводства.